# Euscelidia cana
Euscelidia cana là một loài ruồi trong họ Asilidae. Euscelidia cana được Dikow miêu tả năm 2003. Loài này phân bố ở vùng nhiệt đới châu Phi.